# Leptactina leopoldi-secundi
Leptactina leopoldi-secundi là một loài thực vật có hoa trong họ Thiến thảo. Loài này được Büttner mô tả khoa học đầu tiên năm 1889.